# آيت سعيد أو داود (آيت ويدير)
آيت سعيد أو داود هو دُوَّار يقع بجماعة تيزي نيسلي، إقليم بني ملال، جهة بني ملال خنيفرة في المملكة المغربية. ينتمي الدوّار لمشيخة آيت ويدير التي تضم 6 دواوير. يقدر عدد سكانه بـ 256 نسمة حسب الإحصاء الرسمي للسكان والسكنى لسنة 2004.

## وصلات خارجية
- البوابة الوطنية للجماعات الترابية
- المندوبية السامية للتخطيط